# Puntioplites
Puntioplites és un gènere de peixos de la família dels ciprínids i de l'ordre dels cipriniformes.

## Taxonomia
- Puntioplites bulu (Bleeker, 1851)[2]
- Puntioplites falcifer (Smith, 1929)[3]
- Puntioplites proctozystron (Bleeker, 1865)[4]
- Puntioplites waandersi (Bleeker, 1858-1859)[5][6][7][8][9]